# Jan Campert
Pour les articles homonymes, voir Campert.
 (mai 2023).
Si vous disposez d'ouvrages ou d'articles de référence ou si vous connaissez des sites web de qualité traitant du thème abordé ici, merci de compléter l'article en donnant les références utiles à sa vérifiabilité et en les liant à la section « Notes et références ».
Jan Remco Theodoor Campert (15 août 1902 Spijkenisse - 12 janvier 1943 Neuengamme) était un écrivain, poète, journaliste et résistant hollandais. Pendant l’occupation nazie des Pays-Bas, il fut arrêté par l’occupant pour avoir aidé des juifs. Il fut déporté à Neuengamme où il est mort.
Il est connu pour son poème « Het lied der achttien doden «  (la chanson des dix-huit morts) qui est un hommage au 18 fusillées (dites de Geuzen & februaristakers) de Waalsdorpervlakte du 13 mars 1941.
Jan Remco Theodoor Campert est le père du poète Remco Campert.